# Recursos florais

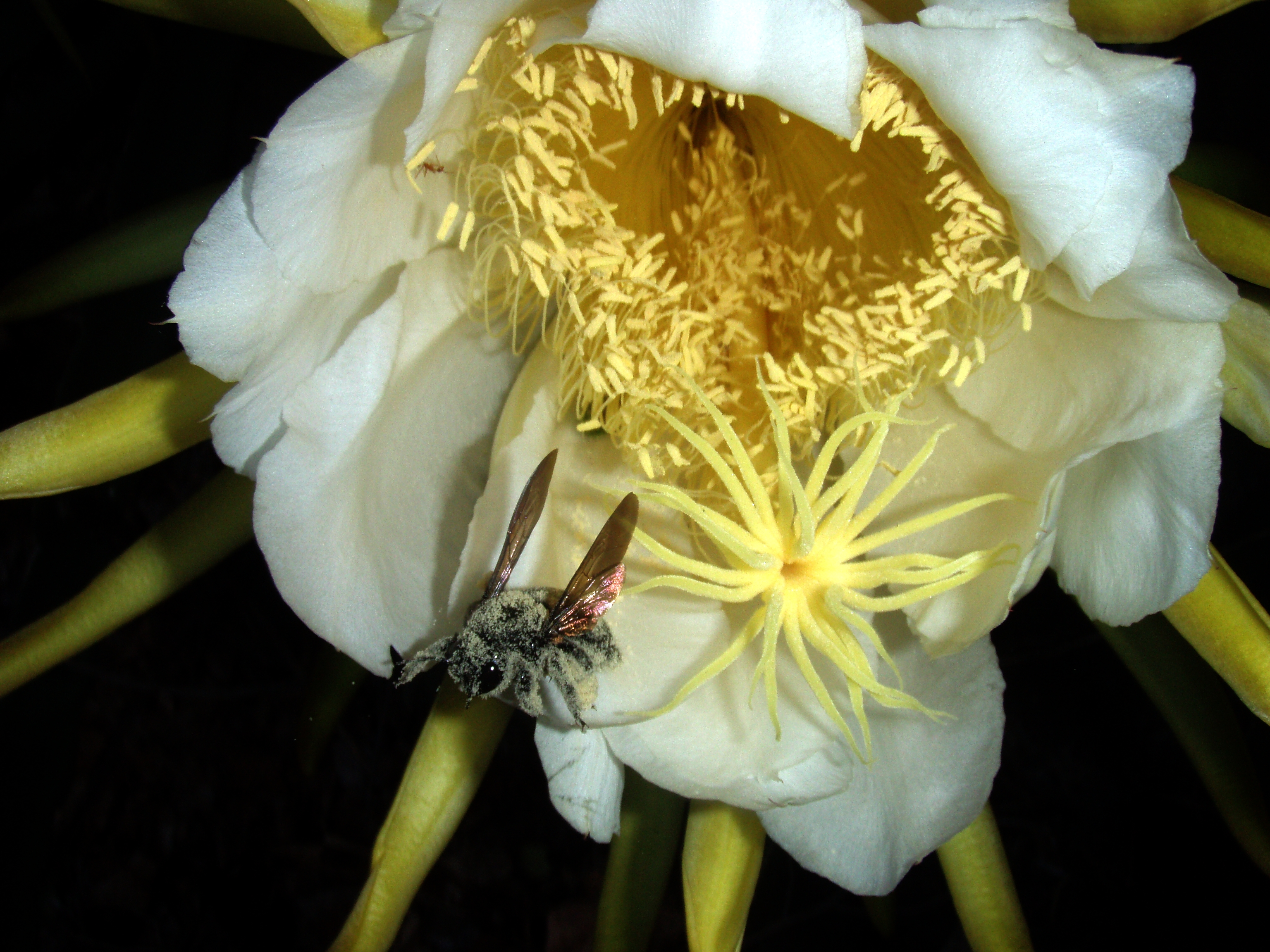
Abelha carpinteira fêmea com pólen coletado de um Cereus que floresce à noite

Recursos Florais são produtos localizados na estrutura reprodutiva das plantas angiospermas, que desempenham função atrativa de animais para a polinização, proteção e recompensa aos animais. Tais recursos devem suprir ao menos uma de três das principais necessidades animais: alimentação, reprodução e construção de ninhos.
Embora a polinização seja definida como uma interação mutualística, sempre há um conflito de interesses entre os participantes com relação aos custos energéticos da interação. A planta precisa que a transferência de pólen para um outro membro da sua espécie seja eficaz e com o mínimo de gasto energético possível, asegurando que o animal irá visitar o máximo de flores possível. Os visitantes florais, por sua vez, buscam o lucro máximo obtido pelo uso do recurso por um esforço mínimo. Sendo assim, o recurso em uma flor não pode ser abundante  a ponto de o animal não precisar continuar indo em outras flores e nem muito escasso, fazendo com que o visitante possa diminuir a frequência com que visita plantas com a mesma aparência. Nesses dois casos o pólen não é efetivamente transferido, o que não é reprodutivamente vantajoso para a planta.

## Tipos[2]

### Nutritivos

#### Pólen
O pólen representa uma fonte proteica (2,5%-61%), amidos (0%-22%), açúcares (16-28 J g-1), lipídica (1%-18%), além de fósforo, vitaminas, água e outros componentes essenciais, para os animais que buscam esse recurso como alimento. Todavia, sua digestão é dificultada pela camada de exina que envolve o grão de pólen, portanto, o grão de pólen entra intacto no sistema digestivo e apenas se germinar um pouco ou se romper será possível o contato com enzimas digestivas.
Há dois tipos de coleta de pólen pelos animais: a coleta passiva e a coleta ativa. Na coleta passiva os grãos de pólen se aderem à superfície corporal dos visitantes florais acidentalmente. Na ativa, os animais coletam diretamente das anteras utilizando o aparelho bucal, ingerindo diretamente, ou utilizando outras partes corporais para armazenamento.

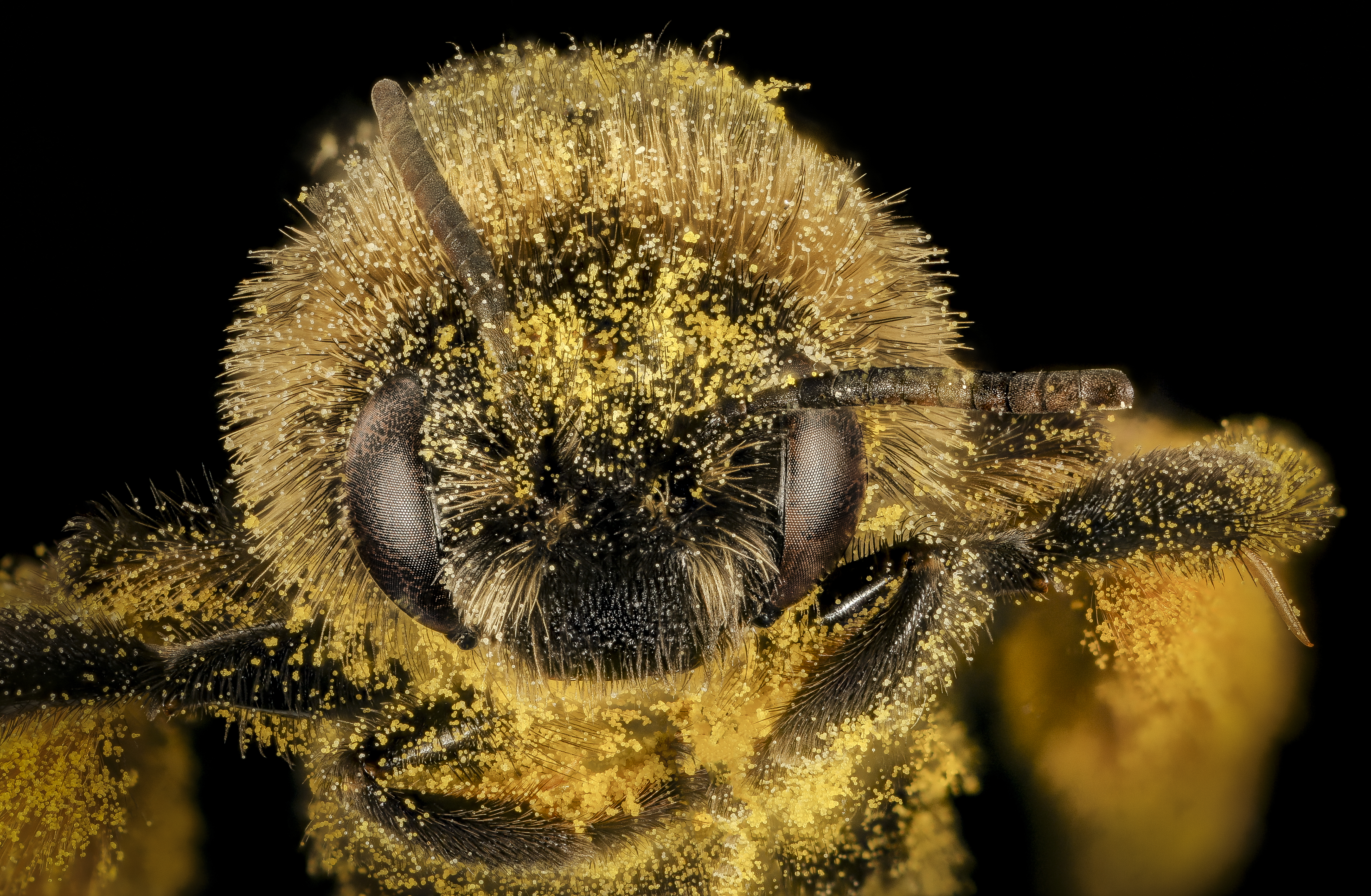
Uma abelha (Mellisodes desponsus) coberta de pólen

“Flores de pólen” é como são chamadas as flores que têm como recurso floral apenas o pólen.
Esse conflito entre a função reprodutiva e a de recurso ficou conhecido como “dilema do pólen”. Portanto as flores de pólen, em geral, produzem grãos em grandes quantidades ou até formam anteras de formatos diferentes para garantir as duas funções.

#### Néctar

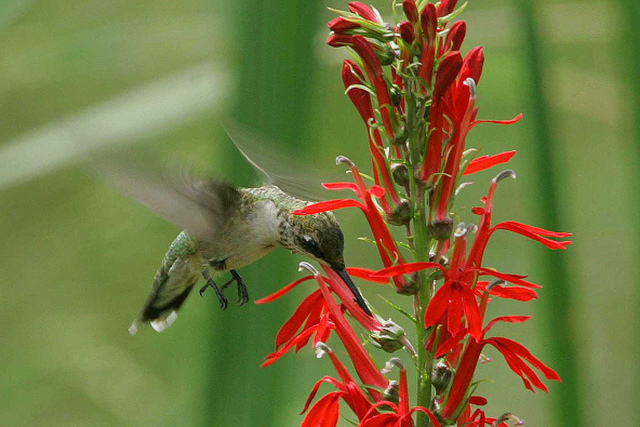
Beija-flor-de-garganta-rubi (Archilochus colubris) em flor cardinal.

O néctar é um meio bioquimicamente complexo composto por carboidratos, aminoácidos, lipídeos, fenóis, alcalóides e compostos orgânicos voláteis. A função desse recurso geralmente é ser oferecido pelos polinizadores em troca da dispersão do pólen, um fenômeno que contribui para a reprodução da planta em questão. 

O consumo do pólen é essencial para a manutenção de dois tipos de interação planta-animal: a herbivoria e a polinização. Na polinização, o néctar está inserido num mutualismo no qual o animal que o consome é involuntariamente responsável pelo transporte de pólen, o que pode permitir o encontro do gametófito masculino com a parte feminina da flor. O néctar floral é um fator determinante das interações planta-polinizador e um componente integral das síndromes de polinização.

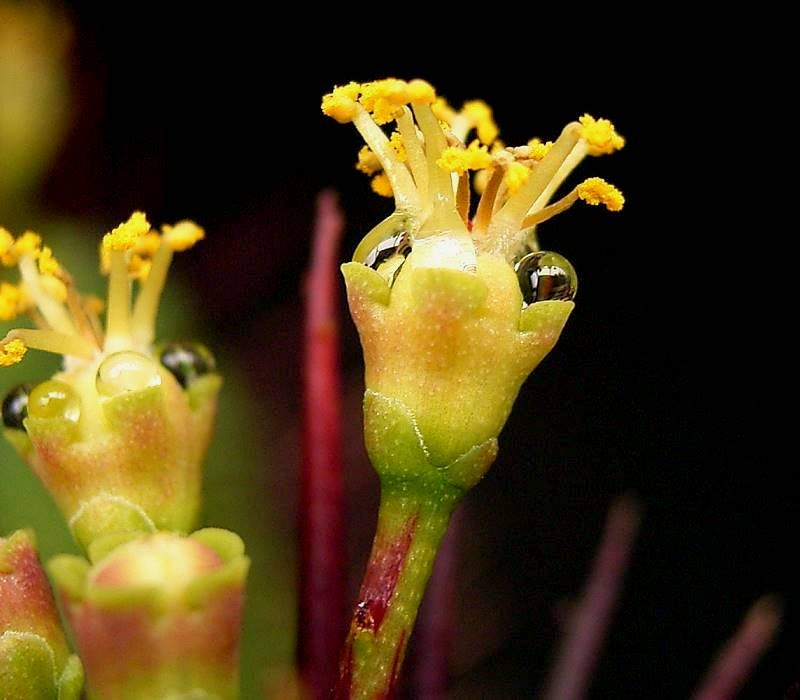
Euphorbia enopla

Por servir de alimento para diversos insetos, para muitas espécies de aves e para alguns mamíferos, o néctar pode ser estudado por várias áreas como a botânica, a química, a zoologia e a ecologia. Estudos dos nectários e do néctar possuem importância econômica e ecológica pois estão envolvidos na polinização de plantas raras e comestíveis. Além disso, essa substância é a matéria-prima do mel. 
O néctar pode ser secretado por todos os órgãos vegetais, com exceção das raízes, e frequentemente o local de produção dessa substância reflete sua função de polinização. Existem também nectários extraflorais que estão localizados fora das inflorescências e não têm função de polinização, mas de defesa para a planta.

##### Nectários extraflorais

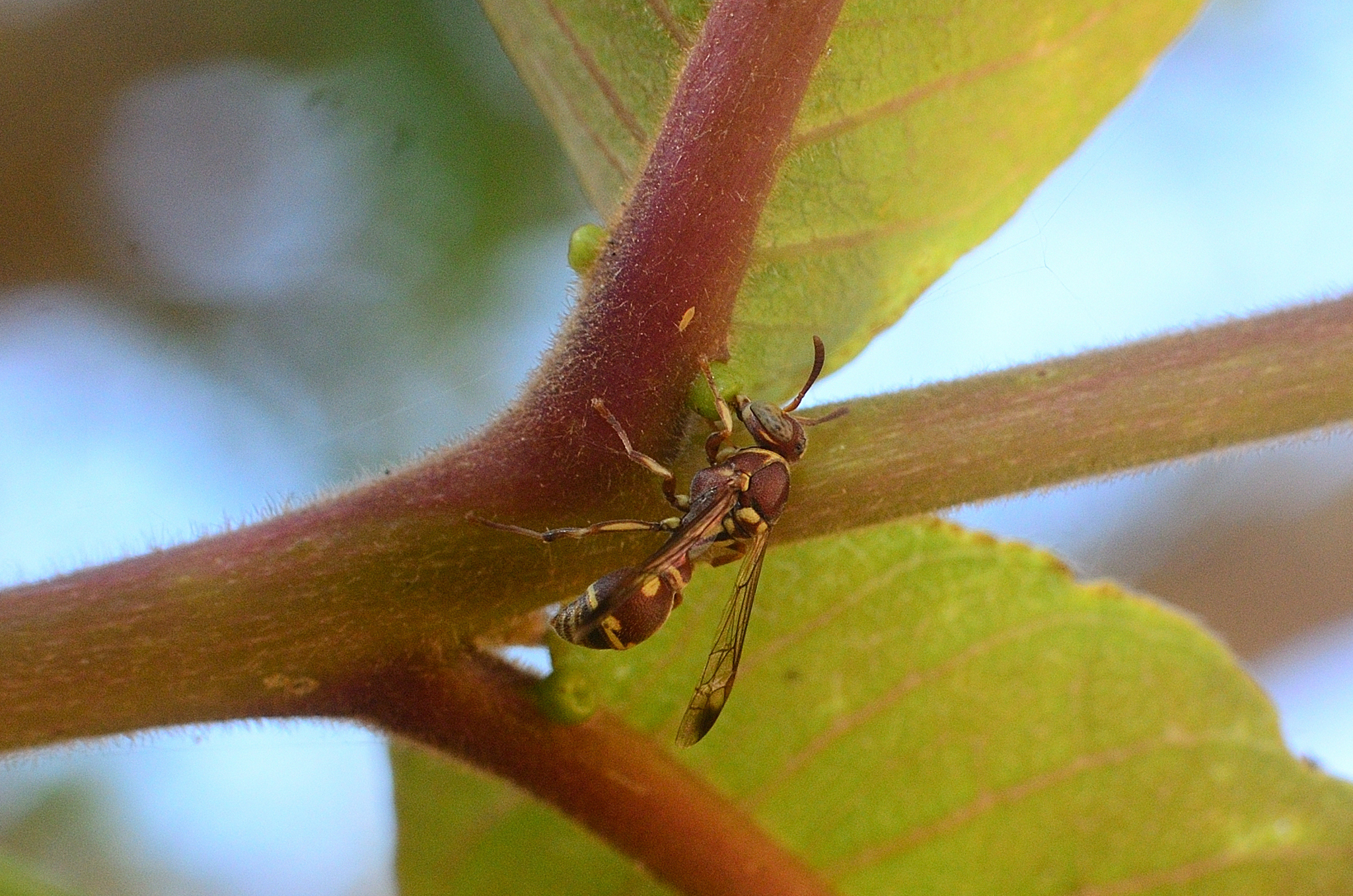
Vespa se alimentando em nectário extrafloral de Terminalia arjuna.

Nectários extraflorais são estruturas localizadas fora da flor e participam de uma relação de mutualismo entre a planta e um parceiro que fornece defesa contra herbívoros e parasitas em troca de alimento e abrigo. Um caso muito conhecido é a relação de plantas com formigas. As plantas fornecem o nectário extrafloral e as formigas defendem-nas de predadores.
Apesar de não ser um recurso floral, sua citação é válida pois trata-se de um importante recurso para a planta, fornecendo proteção.

#### Lipídeos
Além da produção dos principais recursos florais, néctar e pólen, observou-se em algumas famílias de Angiospermas a presença de óleos como recursos florais, sendo as famílias as seguintes: Calceolariaceae, Cucurbitaceae, Iridaceae,
Krameriaceae, Malpighiaceae, Myrsinaceae, Orchidaceae, Plantaginaceae, Scrophulariaceae, Solanaceae e Stilbaceae. O fato de existirem plantas portadoras de glândulas secretoras de óleos foi apresentado à comunidade científica pelo botânico Stefan Vogel.
É interessante notar que há duas famílias cujas algumas espécies produzem óleos e, ainda assim, seus produtos não são considerados recursos florais, visto que não possuem “função ecológica” mútua, servindo apenas para grudar os grãos de pólen aos polinizadores. São estas famílias Melastomataceae e Gesneriaceae.
Os óleos aqui tratados têm a característica de serem não voláteis. Eles são produzidos pela planta em estruturas denominadas elaióforos, que podem ser epiteliais ou tricomáticos.”Os epiteliais são áreas de células epidérmicas secretoras nas quais os lipídeos aí secretados são acumulados em grande quantidade e geralmente protegidos por uma cutícula”, enquanto “os elaióforos tricomáticos consistem em áreas recobertas por centenas ou milhares de tricomas glandulares, uni ou pluricelulares”.

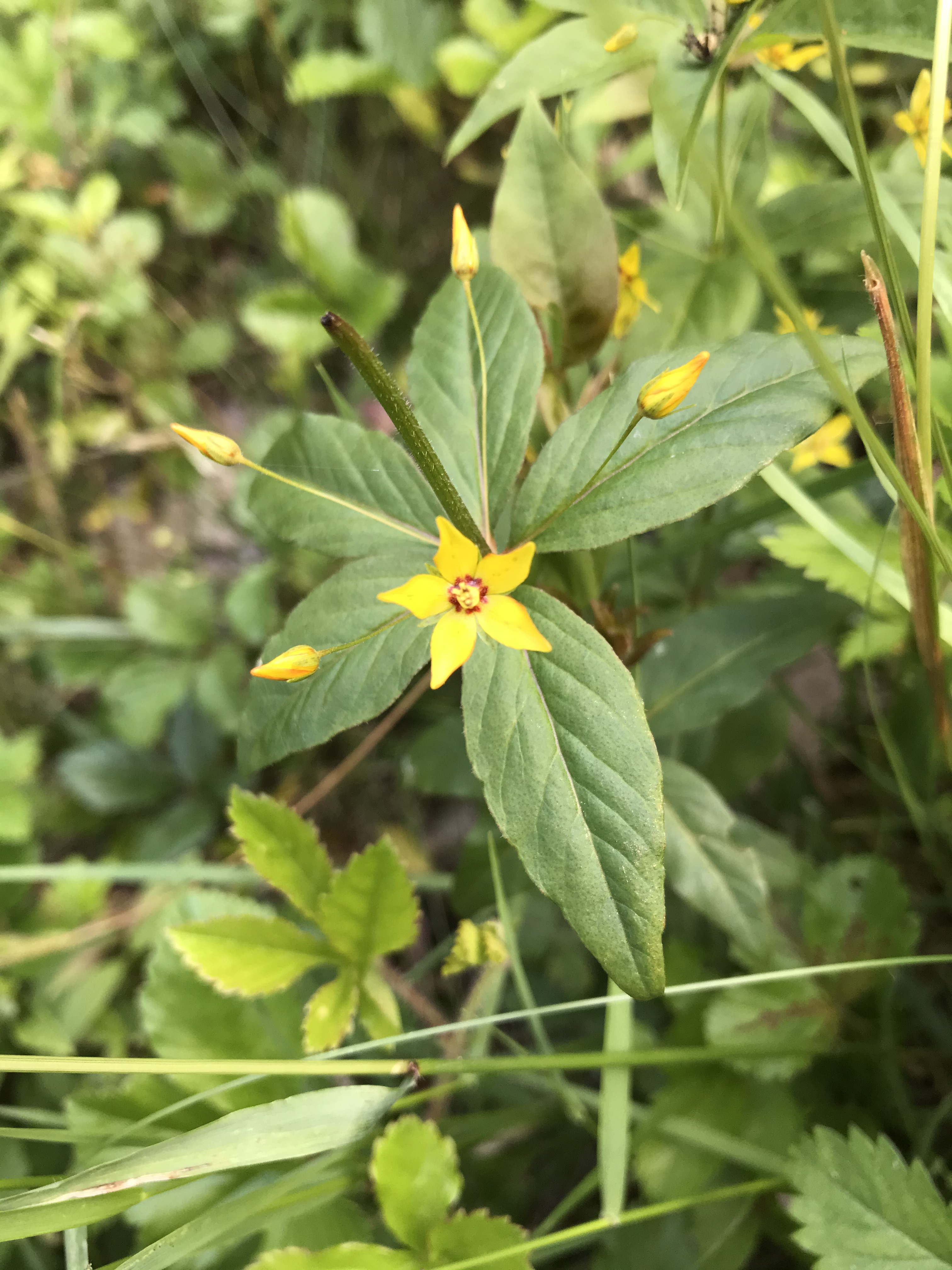
Lysimachia ciliata. Uma das poucas espécies de Lysimachia que apresenta elaióforos, disponibilizando óleo aos seus polinizadores.

O uso dos óleos é bem descrito como sendo feito por abelhas, especialmente para alimentar suas larvas, pois é 8 vezes mais calórico que o néctar, devido à sua composição lipídica, apresentando assim uma importante função ecológica. Além disso, o óleo também pode ser usado como meio de impermeabilização das células de cria.
Outra característica desse material é que pode ser entregue ao polinizador mesclado ao néctar ou ao pólen, assim como podem ser entregue separadamente. 
O importante fator ecológico que o óleo desempenha é possível de ser notado à medida que molda até mesmo a morfologia das abelhas que o coletam, uma vez que a estrutura coletora das abelhas que fazem uso deste material varia de acordo com o elaióforo da flor alvo.
Além disso, dentro da mesma espécie pode haver variações morfológicas, sendo os grupos de indivíduos que apresentam essas variações chamados de morfotipos. Existem morfotipos de espécies produtoras de óleos que não apresentam elaióforos, gerando uma perda de energia para as abelhas que pousam numa dada flor apenas para coletar seu óleo. Enquanto isso, a planta economizou energia ao não produzir o material procurado e ainda assim foi polinizada. Essa situação apresenta um certo mimetismo por parte da planta e apresenta um efeito negativo para a abelha, observando-se assim uma interação diferente do mutualismo, aproximando-se do parasitismo. 
Caso essa fosse a única interação com esse morfotipo, ele logo se extinguiria, pois as abelhas aprenderiam a não mais pousar nele após algumas tentativas fracassadas. No entanto, sua permanência se explica pela existência de abelhas “oportunistas”, que não procuram apenas o óleo, mas também pólen, de forma que a situação não é tão desvantajosa. Ademais, as flores que não possuem elaióforos possuem maiores anteras (local onde fica armazenado o pólen).
Esse caso, baseado nas flores das espécies Banisteriopsis muricata e Heteropterys aceroides (pertencentes à família Malpighiaceae) e nas abelhas da família Anthophoridae refletem o impacto das interações ecológicas na coevolução de espécies.

#### Tecidos florais
Tecidos florais são partes da flor que, em alguns casos, podem servir como recurso alimentar. Essas partes florais modificadas, normalmente a base das pétalas ou a ponta dos estames, possuem grande quantidade de carboidratos, lipídeos e/ou proteínas.
Esses recursos apenas são aproveitados por polinizadores que possuem partes bucais capazes de mastigar, como besouros, algumas aves e poucos morcegos.
Os primeiros visitantes florais do mesozóico, em sua maioria coleópteras, mastigavam partes das flores durante a polinização, e várias famílias basais têm flores com tecidos florais mais carnosos, como Annonaceae.

### Não nutritivos

#### Resinas
Resina floral é um tipo de recompensa não nutritiva produzida por algumas plantas e utilizada pura ou misturada a barro, areia, substâncias glandulares ou tricomas vegetais por abelhas na construção da parede de seus ninhos. 
Geralmente, essas resinas são coletadas de ferimentos dos tecidos vegetais ou de glândulas florais, porém algumas espécies de abelhas utilizam suas mandíbulas para cortar os tecidos propositalmente, fazendo com que a coleta seja mais acentuada.

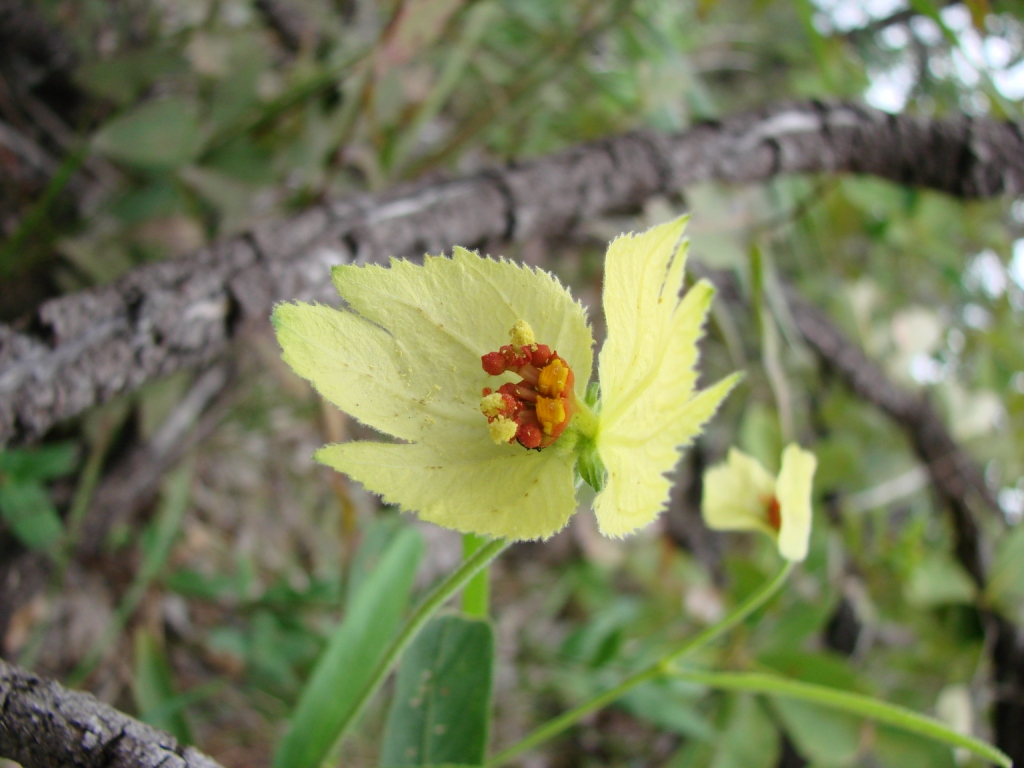
Dalechampia linearis

Esse recurso floral tem função de impermeabilização e há evidências também de que tenha ação antibacteriana. Sua composição é uma combinação de flavonoide, substâncias gordurosas e terpenoides, envolvidos diretamente com mecanismos de crescimento vegetativo.
A resina como recompensa floral é uma característica presente em, principalmente, três gêneros de angiospermas: Clusia, Clusiella (Clusiaceae) e Dalechampia (Euphorbiaceae). Também são reportadas em espécies de Mouriri (Melastomataceae), porém, num geral, são poucas as espécies que oferecem tal recurso. As abelhas coletoras de resinas florais pertencem principalmente às famílias Megachilidae e Apídeos. Algumas espécies acrescentam ceras, pólen, enzimas e secreções salivares ao material resinoso bruto na produção de própolis. 

#### Fragrâncias
As fragrâncias são recursos (e atrativos, mas focaremos, nessa sessão, em perfumes florais como recursos) que suprem, em sua maioria, necessidades reprodutivas dos animais. Essas fragrâncias são produzidas em osmóforos, glândulas localizadas de odor. 

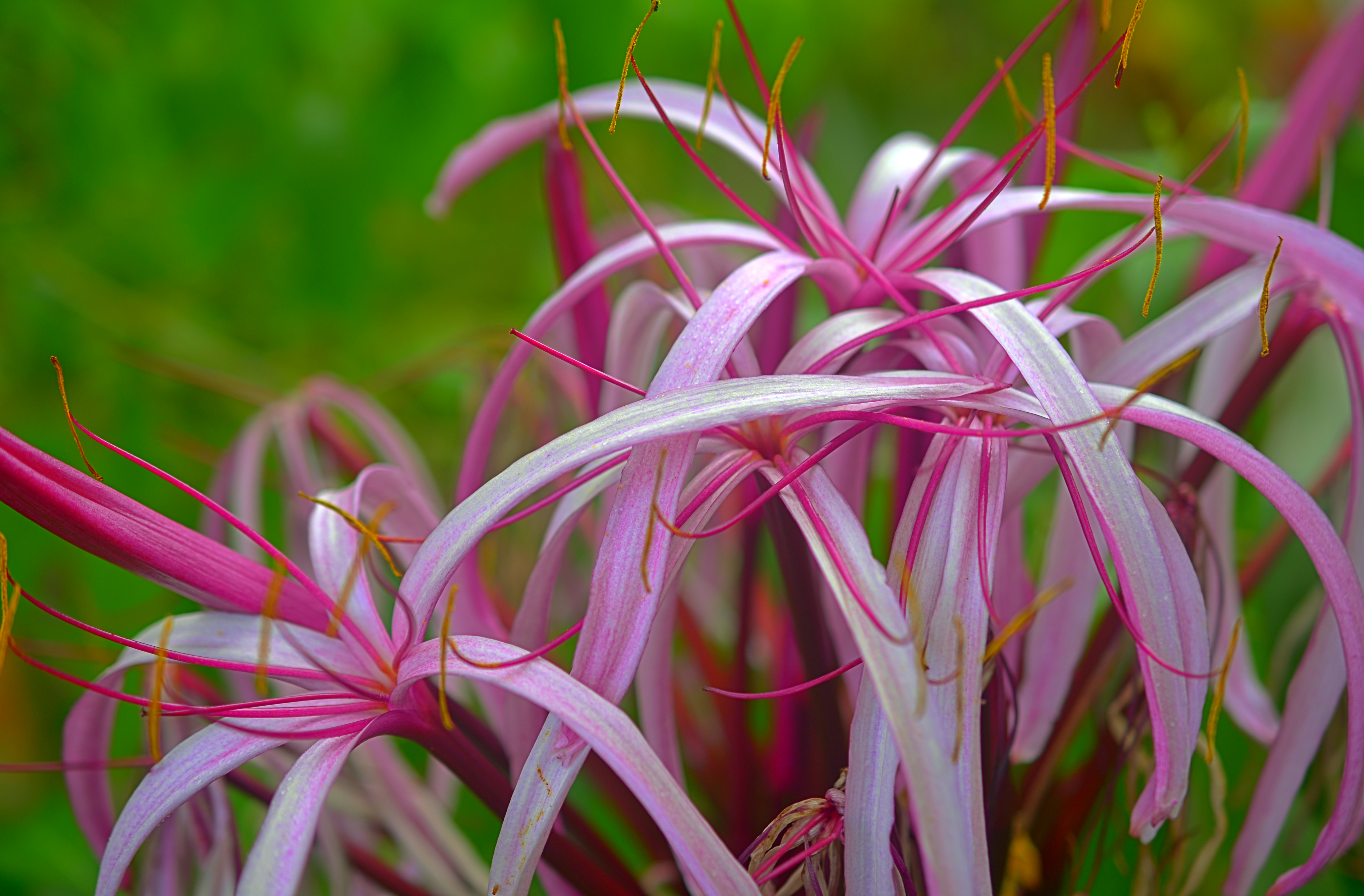
Lírio aranha gigante (Crinum asiaticum)

A composição química desses odores é importante na utilização deles como recurso, e esses odores são presentes majoritariamente nas famílias Orchidaceae, Araceae e Solanaceae. 
O caso mais conhecido de uso dessas fragrâncias é a relação entre machos de abelhas da tribo Euglossini, que visitam flores que ofertam esses recursos e utilizam-os como precursores de feromônios sexuais para atrair fêmeas. 